# کچلسکی (دهانه)
کچلسکی یک دهانه برخوردی در ماه‌ است.